# Nikolaj Chabibulin
Nikolaj Ivanovič Chabibulin (* 13. ledna 1973, Jekatěrinburg, Sovětský svaz) je bývalý ruský hokejový brankář, naposledy hrající v týmu Chicago Blackhawks v severoamerické lize NHL.

## Kariéra

### Winnipeg Jets/Phoenix Coyotes
Chabibulin byl vybrán v devátém kole Vstupního draftu NHL v roce 1992 kanadským klubem Winnipeg Jets. V sezóně 1993-94 hrál za tým Russian Penguins a v lednu 1995 poprvé nastoupil za Winnipeg v NHL. V roce 1996 se Jets přestěhovali do Phoenixu a byli přejmenováni na Phoenix Coyotes. V pěti sezónách ve Winnipegu a Phoenixu sehrál tři sezóny s více než 60 zápasy na kontě (z toho dvě s více než 70 zápasy), což podle některých názorů vedlo k tomu, že Chabibulinova forma klesla kvůli únavě právě v playoff, což přispělo k tomu, že se tým během té doby nedostal do druhého kola playoff. Po sezóně 1998-99 se Chabibulin dostal do sporu s klubem Coyotes, kvůli prodloužení kontraktu a celou sezónu 1999-00 hrál v nižší severoamerické lize IHL, kde hrál za klub Long Beach Ice Dogs, kde obdržel trofej pro nejužitečnějšího hráče sezóny IHL.

### Tampa Bay Lightning
5. března 2001 byl Chabibulin vyměněn do Tampy Bay Lightning za Mika Johnsona, Paula Maru, Ruslana Zajnulina a výběr v druhém kole draftu 2001, ve kterém si Phoenix vybral Matthewa Spillera. Jako nová jednička týmu Lightning pomohl společně se superhvězdami Vincentem Lecavalierem, Bradem Richardsem a Martinem St. Louisem dovést tým do playoff v roce 2003 (poprvé od roku 1996) a v roce 2004 vyhráli poprvé v historii Tampy Bay – Stanley Cup. V tehdejším playoff vychytal pět čistých kont ve 23 zápasech a v prvním kole playoff proti New Yorku Islanders vyrovnal rekord NHL v počtu 3 čistých kont v jednom kole. Na rozdíl od Phoenixu mohl v Tampě Bay Chabibulin během sezóny šetřit síly díky kvalitnímu náhradníkovi Johnu Grahamovi.
Během výluky NHL v sezóně 2004-05 hrál Chabibulin za Ak Bars Kazaň v Ruské superlize.

### Chicago Blackhawks
Poté, co Hráčská asociace NHL ratifikovala kolektivní smlouvu NHL, se stal Chabibulin volným hráčem a podepsal smlouvu s Chicagem Blackhawks na 4 sezóny za 27 000 000 dolarů (asi 540 000 000 Kč) a stal se tak nejlépe placeným brankářem ligy. Během jeho působení v Chicagu jej, ale sužovala častá zranění a nevyrovnanost formy.
V červenci 2008 podepsali Blackhawks smlouvu s brankářem Cristobalem Huetem, který předtím hrál za Washington Capitals. Huet byl kandidátem na místo prvního brankáře za Chabibulina, kterému se nedařilo. Vzhledem k tomu, že Huet i Chabibulin brali vysoké platy (Huet vydělával asi 112 miliónů Kč za sezónu), tak byl očekáván obchod, aby se Chicago zbavilo drahého Chabibulina. Nicméně v sezóně 2008-09 zůstal v týmu a chytal ve 42 zápasech základní části a s týmem se kvalifikovali do playoff, kde byl prvním brankářem týmu. Blackhawks porazili Calgary Flames a Vancouver Canucks a dostali se do finále západní konference, kde nastoupili proti Detroitu Red Wings. Ve třetím zápase musel být během hry nahrazen Cristobalem Huetem, kvůli zranění a vynechal i další tři zápasy playoff.

### Edmonton Oilers
1. července 2009 podepsal čtyřletou smlouvu s Edmontonem Oilers na 15 miliónů dolarů (asi 300 miliónů korun) a nahradil Dwayna Rolosona na pozici prvního brankáře klubu. Za Oilers debutoval 3. října 2009 proti Calgary Flames, ve kterém udělal hrubou chybu, když se snažil v poslední minutě zápasu překazit vyjetím z branky zabránit přihrávce protihráčů, což se mu nepodařilo a David Moss, tak dával gól do prázdné branky. 13. ledna 2010 klub oznámil, že se Chabibulin musí podrobit operaci vyhřezlé meziobratlové ploténky a ten tak chyběl po celý zbytek sezóny.
V sezoně 2010–2011 odchytal 47 zápasů (10 musel vynechat kvůli zranění), ale měl nejhorší statistiky od sezony 2005–06 a připsal si pouhých 10 výher.
Sezonu 2011–2012 začal výborně, když neprohrál prvních 9 zápasů sezony (7 vyhrál) a za říjen byl vyhlášen 3. hvězdou měsíce NHL, ale postupem času se jeho výkony i výkony Oilers zhoršovaly. V sezoně odchytal 40 zápasů a de facto se stal dvojkou Oilres, protože Devan Dubnyk odchytal 47 zápasů. Statistiky si lehce vylepšil, ale připsal si jen 12 vítězství.
Během výluky v NHL v sezony 2012–13 nikde nehrál. Při přípravě v krátkém kempu si zranil třísla a poprvé nastoupil až v 11. zápase Oilres. Přesto, že měl nejlepší statistiky během svého působení v Edmontonu (průměr 2,54 a úspěšnost zákroků 92,3%), si připsal pouze 4 vítězství ve 12 zápasech, protože přednost dostával Dubnyk.

### Návrat do Chicaga Blackhawks
5. července 2013 podepsal roční smlouvu s Chicagem na 2 milióny dolarů (asi 40 miliónů korun).

## Osobní život
8. února 2010 byl při řízení auta zastaven policisty, když překročil povolenou rychlost o více než 40 km/h a následně bylo zjištěno, že byl i pod vlivem alkoholu, načež byl zatčen a obviněn za překročení rychlosti a řízení pod vlivem alkoholu. 7. července 2010 byl soudem případ odložen. Později byl za toto odsouzen na 30 dní vězení a v současnosti je projednávána jiná alternativa tohoto trestu.

## Reprezentační kariéra
Chabibulin na reprezentační scéně debutoval startem na ME juniorů, kde nastoupil za Sovětský svaz. V roce 1992 chytal na MS juniorů, kde s reprezentací SNS získal zlatou medaili poté se v tom samém roce zúčastnil Zimních olympijských her, kde získal také zlatou medaili jako třetí brankář týmu. Po turnaji ovšem vznikl spor poté, co si medaili, která měla náležet Chabibulinovi, přisvojil reprezentační trenér Viktor Tichonov, ačkoliv trenéři na Olympijských hrách nejsou medailemi odměňováni. To byl důvod k Chabibulinově bojkotu reprezentace na většině pozdějších mezinárodních turnajů.
V roce 1996 nastoupil ve dvou zápasech Světového poháru za Rusko.
V roce 2002 pomohl ruské reprezentaci k bronzovým medailím na Zimních olympijských hrách v Salt Lake City. V roce 2006 byl nominován do ruské reprezentace na Olympijských hrách v Turíně, kde ovšem nechytal ani v jednom zápase a všechny zápasy odchytal Jevgenij Nabokov.

## Individuální úspěchy
- NHL All-Star Game – 1998, 1999, 2002, 2003
- James Gatschene Memorial Trophy – 1999–00

## Týmové úspěchy
- Stříbro na ME juniorů – 1991
- Zlato na MS juniorů – 1992
- Zlato na ZOH – 1992
- Bronz na ZOH – 2002
- Vítěz Stanley Cupu – 2004

## Prvenství
- Debut v NHL - 21. ledna 1995 (Winnipeg Jets proti Mighty Ducks of Anaheim)
- První inkasovaný gól v NHL - 25. ledna 1995 (San Jose Sharks proti Winnipeg Jets, ruským útočníkem Sergejem Makarovem)
- První vychytaná nula v NHL - 26. listopadu 1995 (Winnipeg Jets proti Edmonton Oilers)

## Statistiky

### Základní části
| Sezona       | Tým                     | Liga         | Z   | V   | P   | R  | Pvp | MIN    | OG    | ČK | POG  | %ChS |
| ------------ | ----------------------- | ------------ | --- | --- | --- | -- | --- | ------ | ----- | -- | ---- | ---- |
| 1988–89      | Avtomobilist Sverdlovsk | SLLH         | 1   | —   | —   | —  | —   | 3      | —     | 0  | —    | —    |
| 1989–90      | Luch Sverdlovsk         | 1.SLLH       | —   | —   | —   | —  | —   | —      | —     | —  | —    | —    |
| 1990–91      | Sputnik Nižnij Tagil    | 1.SLLH       | 10  | —   | —   | —  | —   | —      | —     | —  | —    | —    |
| 1991–92      | CSKA Moskva             | CIS          | 2   | —   | —   | —  | —   | 34     | 2     | 0  | 3.53 | —    |
| 1991–92      | CSKA Moskva 2           | CIS.3        | 11  | —   | —   | —  | —   | —      | —     | —  | —    | —    |
| 1991–92      | Metallurg Serov         | CIS.3        | 18  | —   | —   | —  | —   | —      | —     | —  | —    | —    |
| 1992–93      | CSKA Moskva             | MHL          | 13  | —   | —   | —  | —   | 491    | 27    | —  | 3.30 | —    |
| 1992–93      | CSKA Moskva 2           | VCHL         | 18  | —   | —   | —  | —   | —      | —     | —  | —    | —    |
| 1993–94      | CSKA Moskva             | MHL          | 46  | —   | —   | —  | —   | 2625   | 116   | 3  | 2.65 | —    |
| 1994–95      | Springfield Falcons     | AHL          | 23  | 9   | 9   | 3  | —   | 1241   | 80    | 0  | 3.87 | .874 |
| 1994–95      | Winnipeg Jets           | NHL          | 26  | 8   | 9   | 4  | —   | 1339   | 76    | 0  | 3.40 | .895 |
| 1995–96      | Winnipeg Jets           | NHL          | 53  | 26  | 20  | 3  | —   | 2914   | 152   | 2  | 3.13 | .908 |
| 1996–97      | Phoenix Coyotes         | NHL          | 72  | 30  | 33  | 6  | —   | 4091   | 193   | 7  | 2.83 | .908 |
| 1997–98      | Phoenix Coyotes         | NHL          | 70  | 30  | 28  | 10 | —   | 4026   | 184   | 4  | 2.74 | .900 |
| 1998–99      | Phoenix Coyotes         | NHL          | 63  | 32  | 23  | 7  | —   | 3657   | 130   | 8  | 2.13 | .920 |
| 1999–00      | Long Beach Ice Dogs     | IHL          | 33  | 21  | 11  | 1  | —   | 1936   | 59    | 5  | 1.83 | .930 |
| 2000–01      | Tampa Bay Lightning     | NHL          | 2   | 1   | 1   | 0  | —   | 123    | 6     | 0  | 2.93 | .913 |
| 2001–02      | Tampa Bay Lightning     | NHL          | 70  | 24  | 32  | 10 | —   | 3896   | 153   | 7  | 2.36 | .920 |
| 2002–03      | Tampa Bay Lightning     | NHL          | 65  | 30  | 22  | 11 | —   | 3787   | 156   | 4  | 2.47 | .911 |
| 2003–04      | Tampa Bay Lightning     | NHL          | 55  | 28  | 19  | 7  | —   | 3274   | 127   | 3  | 2.33 | .910 |
| 2004–05      | Ak Bars Kazaň           | RSL          | 24  | 16  | 5   | 3  | —   | 1457   | 40    | 5  | 1.65 | .926 |
| 2005–06      | Chicago Blackhawks      | NHL          | 50  | 17  | 26  | —  | 6   | 2815   | 157   | 0  | 3.35 | .886 |
| 2006–07      | Chicago Blackhawks      | NHL          | 60  | 25  | 26  | —  | 5   | 3425   | 163   | 1  | 2.86 | .902 |
| 2007–08      | Chicago Blackhawks      | NHL          | 50  | 23  | 20  | —  | 6   | 2891   | 127   | 2  | 2.63 | .909 |
| 2008–09      | Chicago Blackhawks      | NHL          | 42  | 25  | 8   | —  | 7   | 2467   | 96    | 3  | 2.33 | .919 |
| 2009–10      | Edmonton Oilers         | NHL          | 18  | 7   | 9   | —  | 2   | 602    | 55    | 0  | 3.03 | .909 |
| 2010–11      | Edmonton Oilers         | NHL          | 46  | 10  | 32  | —  | 3   | 1364   | 149   | 2  | 3.39 | .891 |
| 2011–12      | Edmonton Oilers         | NHL          | 40  | 12  | 20  | —  | 7   | 1114   | 100   | 2  | 2.65 | .910 |
| 2012–13      | Edmonton Oilers         | NHL          | 12  | 4   | 6   | —  | 1   | 684    | 29    | 1  | 2.54 | .923 |
| 2013–14      | Chicago Blackhawks      | NHL          | 4   | 1   | 0   | —  | 1   | 168    | 14    | 0  | 5.00 | .811 |
| Celkem v NHL | Celkem v NHL            | Celkem v NHL | 799 | 333 | 334 | 58 | 39  | 45,607 | 2,071 | 46 | 2.72 | .907 |

### Play-off
| Sezona       | Tým                 | Liga         | Z  | V  | P  | MIN   | OG  | ČK | POG  | %ChS |
| ------------ | ------------------- | ------------ | -- | -- | -- | ----- | --- | -- | ---- | ---- |
| 1993–94      | CSKA Moskva         | MHL          | 3  | —  | —  | 193   | 11  | —  | 3.41 | —    |
| 1995–96      | Winnipeg Jets       | NHL          | 6  | 2  | 4  | 359   | 19  | 0  | 3.17 | .911 |
| 1996–97      | Phoenix Coyotes     | NHL          | 7  | 3  | 4  | 426   | 15  | 1  | 2.11 | .932 |
| 1997–98      | Phoenix Coyotes     | NHL          | 4  | 2  | 1  | 185   | 13  | 0  | 4.21 | .877 |
| 1998–99      | Phoenix Coyotes     | NHL          | 7  | 3  | 4  | 449   | 18  | 0  | 2.40 | .924 |
| 1999–00      | Long Beach Ice Dogs | IHL          | 5  | 2  | 3  | 321   | 15  | 0  | 2.80 | .905 |
| 2002–03      | Tampa Bay Lightning | NHL          | 10 | 5  | 5  | 644   | 26  | 0  | 2.42 | .913 |
| 2003–04      | Tampa Bay Lightning | NHL          | 23 | 16 | 7  | 1401  | 40  | 5  | 1.71 | .933 |
| 2004–05      | Ak Bars Kazaň       | RSL          | 2  | 0  | 2  | 118   | 6   | 0  | 3.05 | .846 |
| 2008–09      | Chicago Blackhawks  | NHL          | 15 | 8  | 6  | 881   | 43  | 0  | 2.93 | .898 |
| Celkem v NHL | Celkem v NHL        | Celkem v NHL | 72 | 39 | 31 | 4,345 | 174 | 6  | 2.40 | .917 |

### Reprezentace
| Rok                    | Tým                    | Soutěž                 | Z  | V | P | R | MIN | OG | ČK | POG  | %ChS |
| ---------------------- | ---------------------- | ---------------------- | -- | - | - | - | --- | -- | -- | ---- | ---- |
| 1992                   | SNS 20                 | MSJ                    | 6  | 6 | 0 | 0 | 289 | 7  | 2  | 1.45 | .907 |
| 1993                   | Rusko 20               | MSJ                    | 6  | 2 | 3 | 1 | 340 | 15 | 1  | 2.65 | .917 |
| 1996                   | Rusko                  | SP                     | 2  | 0 | 2 | 0 | 100 | 10 | 0  | 6.00 | .825 |
| 2002                   | Rusko                  | OH                     | 6  | 3 | 2 | 1 | 359 | 14 | 1  | 2.34 | .930 |
| Juniorská reprezentace | Juniorská reprezentace | Juniorská reprezentace | 12 | 8 | 3 | 1 | 629 | 22 | 3  | 2.10 | —    |
| Seniorská reprezentace | Seniorská reprezentace | Seniorská reprezentace | 8  | 3 | 4 | 1 | 459 | 24 | 1  | 3.14 | .904 |